# Thesea antiope
Thesea antiope is een zachte koraalsoort uit de familie Plexauridae. De koraalsoort komt uit het geslacht Thesea. Thesea antiope werd in 1959 voor het eerst wetenschappelijk beschreven door Bayer. 